# Niilo Wälläri
Niilo Frans Wälläri (* 6. Juli 1897 in Lieto; † 25. August 1967 in Helsinki) war Generalsekretär der finnischen Seefahrtsgewerkschaft und Vorsitzender der  Sozialistischen Arbeiterpartei Finnlands.

## Leben
Niilo Wälläri war erstgeborener Sohn des Frans Wälläri († 1909) eines Gerbers aus Punkalaidun.
1913 heuerte Wälläri auf einem Schiff an und ging 1916 in den USA an Land, wo er Aktivist der Industrial Workers of the World war und am Work People’s College studierte. Im März 1919 wurde er in Abschiebehaft genommen und nach ein paar Wochen gegen Kaution bis zur Abschiebung im Oktober 1920 auf freien Fuß gesetzt.
Von 31. Januar 1922 bis 31. März 1922 und von 1. April 1922 bis 17. Mai 1923 war er Vorsitzender der Sozialistischen Arbeiterpartei Finnlands. Mit deren Verbot kam er in Haft.
Ab 1938 war er Generalsekretär der durchsetzungsfähigen Suomen Merimies-Unioni. Im Februar 1942 wurde er aus dem Vorstand des Dachverbands der Gewerkschaften Suomen Ammattiliittojen Keskusjärjestö SAK gedrängt. Im Januar 1966 setzte er durch, dass der Monopolist Alko südafrikanischen Kap Brandy aus dem Sortiment nahm.